# Samuel Gassner
Samuel Gassner (25 de maio de 2001) é um judoca austríaco. Competiu nos Jogos Olímpicos de Verão de 2024 em Paris. Foi eliminado nas oitavas de final pelo kosovar Akil Gjakova.
Competiu no Campeonato do Mundo de 2024 em Abu Dhabi. 17º -73kg. Conquistou o ouro no Open da Europa de 2024 em Varsóvia -73kg. Medalhista de prata em 2017 no Festival Olímpico Europeu da Juventude em Gyor, Hungria (-60kg). Quinto lugar no Campeonato do Mundo de Juniores de 2019 em Marraquexe (-73kg). Campeão austríaco em todas as categorias etárias (-16, -18, -21, -23 e seniores). Conquistou uma medalha de bronze na Taça da Europa de Juniores em Coimbra, em 2021.